# Kommunistische Internationale
Die Kommunistische Internationale (kurz Komintern, auch KI), auch Dritte Internationale genannt, war ein internationaler Zusammenschluss kommunistischer  Parteien zu einer weltweiten gemeinsamen Organisation. Die Gründung erfolgte 1919 in Moskau auf Initiative Lenins, der die Zweite Internationale mit Ausbruch des Ersten Weltkrieges 1914 für tot erklärt hatte. Während des Zweiten Weltkrieges löste Stalin 1943 die Kommunistische Internationale als Zugeständnis an seine westlichen Alliierten in der Anti-Hitler-Koalition – die USA und Großbritannien – überraschend auf.
Ab Mitte der 1920er Jahre wurde die Komintern im Zuge der sogenannten Bolschewisierung der kommunistischen Parteien weitgehend von der Kommunistischen Partei Russlands (Bolschewiki), ab 1952 KPdSU genannt, dominiert und diente als Einflussinstrument auf kommunistische Parteien und Organisationen in anderen Ländern. Die bedeutendste Sektion außerhalb der Sowjetunion bildete dabei die Kommunistische Partei Deutschlands.
Die Komintern gilt als eine der wichtigsten politischen Organisationen der ersten Hälfte des 20. Jahrhunderts. Ihr ursprüngliches Ziel war eine proletarische Weltrevolution, die – basierend auf einzelnen nationalen Revolutionen – alle Länder der Erde ergreifen sollte. Dieses Ziel verlagerte sich jedoch im Verlauf der 1920er Jahre nach dem Scheitern des Deutschen Oktober – war doch die Durchsetzung der Revolution in Deutschland anfangs als unabdingbare Voraussetzung für den internationalen Erfolg angesehen worden – zu einer Interessenpolitik im Sinne des Stalinismus mit seiner Doktrin vom Sozialismus in einem Land, der Sowjetunion. Das formal oberste Organ der Komintern war deren Weltkongress. Die eigentliche Machtzentrale bildeten jedoch das Sekretariat und das Präsidium des in Moskau eingerichteten Exekutivkomitees der Kommunistischen Internationale (EKKI).

## Überblick
In Programmatik und Zielsetzung berief sich die Komintern auf Karl Marx und Friedrich Engels. Bestimmend für die konkrete Umsetzung zur Zeit ihrer Gründung waren jedoch die Vorstellungen Lenins und der russischen Bolschewiki. Nach diesen befand sich die Weltgeschichte in einer Phase des Imperialismus und der Kriege und somit in einer revolutionären Situation. Den unmittelbaren Hintergrund bildeten dabei die Erfahrungen des Ersten Weltkriegs in den Jahren von 1914 bis 1918 und die darauf folgenden Entwicklungen, wie der Sturz der Habsburgermonarchie in Österreich, die Novemberrevolution von 1918 in Deutschland und Massenstreiks in Europa und Übersee. Letztendlich wegbereitend war allerdings der Erfolg der russischen Oktoberrevolution von 1917. Dort bildete die Machtübernahme der linksrevolutionären Bolschewiki erstmals die Möglichkeit für den Aufbau eines sozialistischen Staates. In der Ideenwelt der Komintern-Gründer galt es, die Oktoberrevolution auf eine Weltrevolution zur Errichtung der „Diktatur des Proletariats“ auszudehnen. In diesem Prozess sollte die Komintern als straff organisierte, kommunistische Weltpartei die Koordination und Leitung übernehmen.

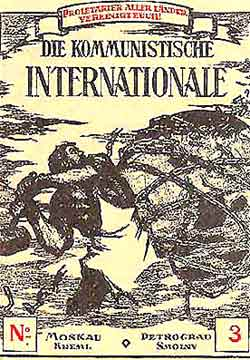
Die Kommunistische Internationale – Theoretisches Magazin der KI, das zeit ihres Bestehens in den Sprachen der Mitgliedsparteien veröffentlicht wurde

Bestimmend für die Geschichte der Komintern war der Einfluss der Bolschewiki, der späteren Kommunistischen Partei der Sowjetunion (KPdSU). Die KP der Sowjetunion überragte die anderen KP, sowohl was die Mitgliederzahl, als auch was die materiellen Ressourcen betraf. Für die vergleichsweise kleinen Kommunistischen Parteien anderer Länder hatten die Bolschewiki Vorbildcharakter, sie waren von diesen in Russland bereits erfolgreichen Revolutionären ideologisch, organisatorisch und oft auch finanziell abhängig. Vor diesem Hintergrund kann die Entwicklung der Komintern in drei Phasen eingeteilt werden: Zunächst, unmittelbar nach der Oktoberrevolution von 1917 bis etwa 1920, besaß der Aufbau einer kommunistischen Weltbewegung und das Ziel der Weltrevolution in den Augen der Sowjetführer einen hohen Stellenwert, für den sogar der Sowjetstaat hätte geopfert werden können. In einer zweiten Phase, zu Beginn der 1920er Jahre erfolgte eine Konsolidierung der Sowjetmacht. Nun stand der Einsatz für Sowjetrussland bereits gleichgewichtig neben weltrevolutionären Zielen. Seit Mitte der 1920er Jahre wurde eine dritte Phase durch die Machtergreifung Josef Stalins in der Sowjetunion markiert. Die Komintern wurde vollständig den Interessen des sowjetischen Staates unterworfen. Stalin diktierte den Kurs der Organisation und nutzte sie als Instrument seiner Außenpolitik.
Das ursprüngliche Ziel der Komintern, eine proletarisch-kommunistische Weltrevolution, konnte von ihr nicht umgesetzt werden und stand ab Mitte der 1920er Jahre nicht mehr im Mittelpunkt ihrer Politik. Obwohl die Kommunistische Internationale eine Massenorganisation wurde, gelang keiner der in ihr organisierten nationalen KP eine Machtergreifung außerhalb der Sowjetunion. Die Politik der Komintern bedeutete eine politische Polarisation und Aufspaltung der Arbeiterbewegung im linken Spektrum und wurde vom gleichzeitigen Aufstieg des Faschismus in Europa begleitet.
1922 umfasste die Komintern 66 Parteien mit insgesamt 1,2 Millionen Mitgliedern. 1928 gehörten ihr noch 40 Parteien mit 1,6 Millionen Mitgliedern an, davon allerdings nur 440.000 außerhalb der Sowjetunion. 1935 waren es 61 Parteien mit 3,1 Millionen Mitgliedern, davon 785.000 außerhalb der Sowjetunion.
1921 wurde die Rote Gewerkschaftsinternationale (RGI) gegründet, die bis 1937 bestand. Neben der RGI gab es auch eine Kommunistische Jugendinternationale (KJI), die über 200.000 Mitglieder hatte und die von der Komintern geleitete Bauerninternationale. Bis 1926 war Grigori Sinowjew Vorsitzender der Komintern, danach wurde sie von Nikolai Bucharin bis 1928 geleitet. 1935 wurde Georgi Dimitroff Generalsekretär.

Die Komintern wurde 1943 aufgelöst. Sie war jedoch als Folge der Politik Stalins bereits Jahre vorher politisch weitgehend bedeutungslos geworden. Unter völlig anderen historischen Rahmenbedingungen wurde 1947 von der Sowjetunion als quasi-Nachfolgeorganisation das Kommunistische Informationsbüro (Kominform) etabliert.

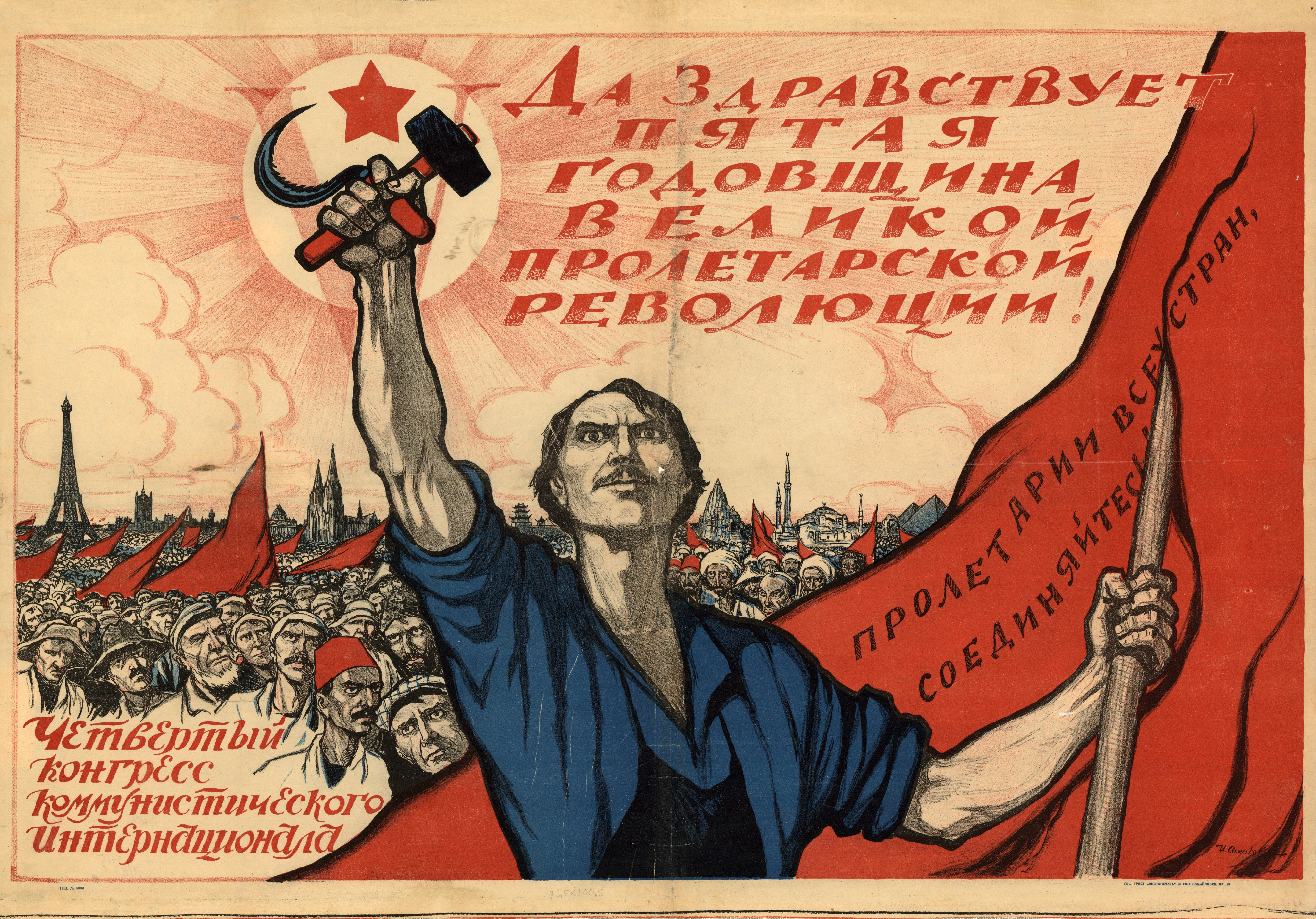
Sowjetisches Plakat der Komintern anlässlich des IV. Weltkongresses der KI und des 5. Jahrestages der Oktoberrevolution im Jahre 1922

Das Organ der Kommunistischen Internationale war die Internationale Presse-Korrespondenz.

## Entwicklung
Die Kommunistische Internationale entstand 1919 auf Initiative Lenins als Dritte Internationale und war eine Reaktion auf das Scheitern der Zweiten Internationale. Diese Zweite Internationale war 1889 in Paris als Bündnis sozialistischer Parteien gegründet worden und hatte ihre Wurzeln in der von Karl Marx angeregten Internationalen Arbeiterassoziation (IAA), die als Erste Internationale bereits 1864 entstanden war. Mit Ausbruch des Ersten Weltkriegs war die Zweite Internationale 1914 auseinandergebrochen. Linksparteien wie die deutsche SPD, die österreichische SDAPÖ, die britische Labour Party, nahmen damals mehrheitlich die politischen Positionen ihrer jeweiligen nationalen Regierung an, beispielsweise im Rahmen einer Burgfriedenspolitik im Deutschen Reich. Linke Kriegsgegner trafen sich 1915 in der Schweiz zur sogenannten Zimmerwalder Konferenz und nochmals 1916 im nahegelegenen Dorf Kienthal. In Zimmerwald wurde das von Trotzki verfasste Zimmerwalder Manifest verabschiedet. Die Konzeption einer geschlossenen internationalen Zusammenarbeit innerhalb der Arbeiterbewegung konnte dadurch aber nicht reaktiviert werden.
Letztlich führte 1917 die Oktoberrevolution durch die Bolschewiki unter Lenin und Trotzki in Russland und die dortige Etablierung des Sowjetsystems zur Spaltung zahlreicher Linksparteien in einerseits reformorientierte sozialistische/sozialdemokratische und andererseits kommunistische Parteien mit revolutionärem Anspruch. Vom 3. bis zum 10. Februar 1919 tagte in Bern eine internationale Konferenz sozialistischer und sozialdemokratischer Parteien. Dort waren 97 Vertreter aus 21 Ländern anwesend, die an die Zweite Internationale anknüpfen wollten. Die linksrevolutionären kommunistischen Parteien und Gruppierungen organisierten sich im März 1919 in Moskau zur Dritten Internationale.

### I. Weltkongress 1919 – Gründungskongress
Auf dem I. Weltkongress vom 2. bis 6. März 1919 in Moskau waren 51 Delegierte aus 29 Ländern anwesend. Diese vertraten jedoch meist nur kleine und unbedeutende revolutionäre Gruppen. Außer der Kommunistischen Partei der Sowjetunion, die zum damaligen Zeitpunkt noch den Namen Kommunistische Partei Russlands (B), KPR (B), mit dem Zusatz (B) für Bolschewiki führte, war die deutsche KPD die einzige bedeutendere, größere Partei. Deren Vertreter, Hugo Eberlein, enthielt sich bei der entscheidenden Abstimmung zur Gründung der Dritten Internationale der Stimme. Dies geschah auf Weisung seiner Berliner Parteizentrale, der die Gründung als verfrüht galt. Die KPD-Führung handelte und argumentierte zu diesem Zeitpunkt noch im Sinne der im Januar ermordeten Rosa Luxemburg, die in den Vorjahren immer wieder in kritischer Distanz zu Positionen Lenins und der Bolschewiki gestanden hatte. Eberlein, unter dem Decknamen Albert, am dritten Sitzungstag:

„[…] Wenn hier gesagt wird, dass die Gründung der III. Internationale eine unbedingte Notwendigkeit sei, wagen wir das zu bestreiten. […] [w]as eine III. Internationale sein muss, ist nicht allein ein geistiges Zentrum, nicht allein eine Institution, in der sich die Theoretiker gegenseitig heisse Reden halten, sondern sie muss die Grundlage einer organisatorischen Macht sein. Wollen wir aus der III. Internationale ein gebrauchsfähiges Werkzeug machen, wollen wir diese Internationale zu einem Kampfmittel gestalten, dann ist es notwendig, dass dazu auch die Vorbedingungen vorhanden sind. […] Ich habe dabei immer das Gefühl, als ob die Genossen, die so zur Gründung drängen, sich doch bedeutend beeinflussen lassen vom Werdegang der II. Internationale, dass sie nach dem Zustandekommen der Berner Konferenz ihr ein Konkurrenzunternehmen entgegensetzen wollen. […]“

Die übrigen Kongressteilnehmer, darunter die Kommunistische Partei Deutsch-Österreichs (KPDÖ, später Kommunistische Partei Österreichs, KPÖ), folgten jedoch mehrheitlich den Auffassungen Lenins. Dieser forderte eine sofortige Gründung der Dritten Internationale. Die bestehende internationale Situation war nach seiner Vorstellung nur durch eine proletarische Revolution im Weltmaßstab zu überwinden, zu der die russische Oktoberrevolution nur den Prolog bildete. Die Komintern sollte dabei, im Gegensatz zur Zweiten Internationale, eine straff, quasi militärisch, organisierte Weltpartei mit nationalen Sektionen bilden. Bei der Wahl der Mittel wurden gewaltsame Machtergreifungen ausdrücklich legitimiert. In den Richtlinien der Kommunistischen Internationale, angenommen vom Kongress in Moskau, beginnt der letzte Abschnitt, 4. Der Weg zum Siege, mit den Sätzen:

„Die revolutionäre Epoche fordert vom Proletariat die Anwendung solcher Kampfmittel, die seine ganze Energie konzentrieren, nämlich die Methode der Massenaktionen und ihr logisches Ende – den direkten Zusammenstoss mit der bürgerlichen Staatsmaschine in offenem Kampfe. Diesem Ziele müssen alle anderen Methoden, wie die revolutionäre Ausnutzung des bürgerlichen Parlamentarismus, untergeordnet sein. […]“

Diese Mittel sah man auch beim politischen Gegner, insofern enden die Richtlinien mit:

„[…] Die kapitalistischen Verbrecher behaupteten am Anfang des Weltkrieges, sie verteidigten nur das gemeinsame Vaterland. Aber bald zeigte der deutsche Imperialismus durch seine blutigen Taten in Russland, in der Ukraine, in Finnland seine wirkliche Raubnatur. Jetzt demaskieren sich selbst vor den zurückgebliebenen Schichten der Bevölkerung die Ententestaaten als Welträuber und Mörder des Proletariats. […] Unbeschreiblich ist der weisse Terror der bürgerlichen Kannibalen. Zahllos sind die Opfer der Arbeiterklasse. Ihre besten Führer – Liebknecht, Luxemburg – hat sie verloren. Dagegen muss das Proletariat sich wehren, wehren um jeden Preis! Die Kommunistische Internationale ruft das ganze Weltproletariat zu diesem letzten Kampfe auf. Waffe gegen Waffe! Gewalt gegen Gewalt! Nieder mit der imperialistischen Verschwörung des Kapitals! Es lebe die internationale Republik der proletarischen Räte!“

### II. Weltkongress 1920 – Organisationsstruktur

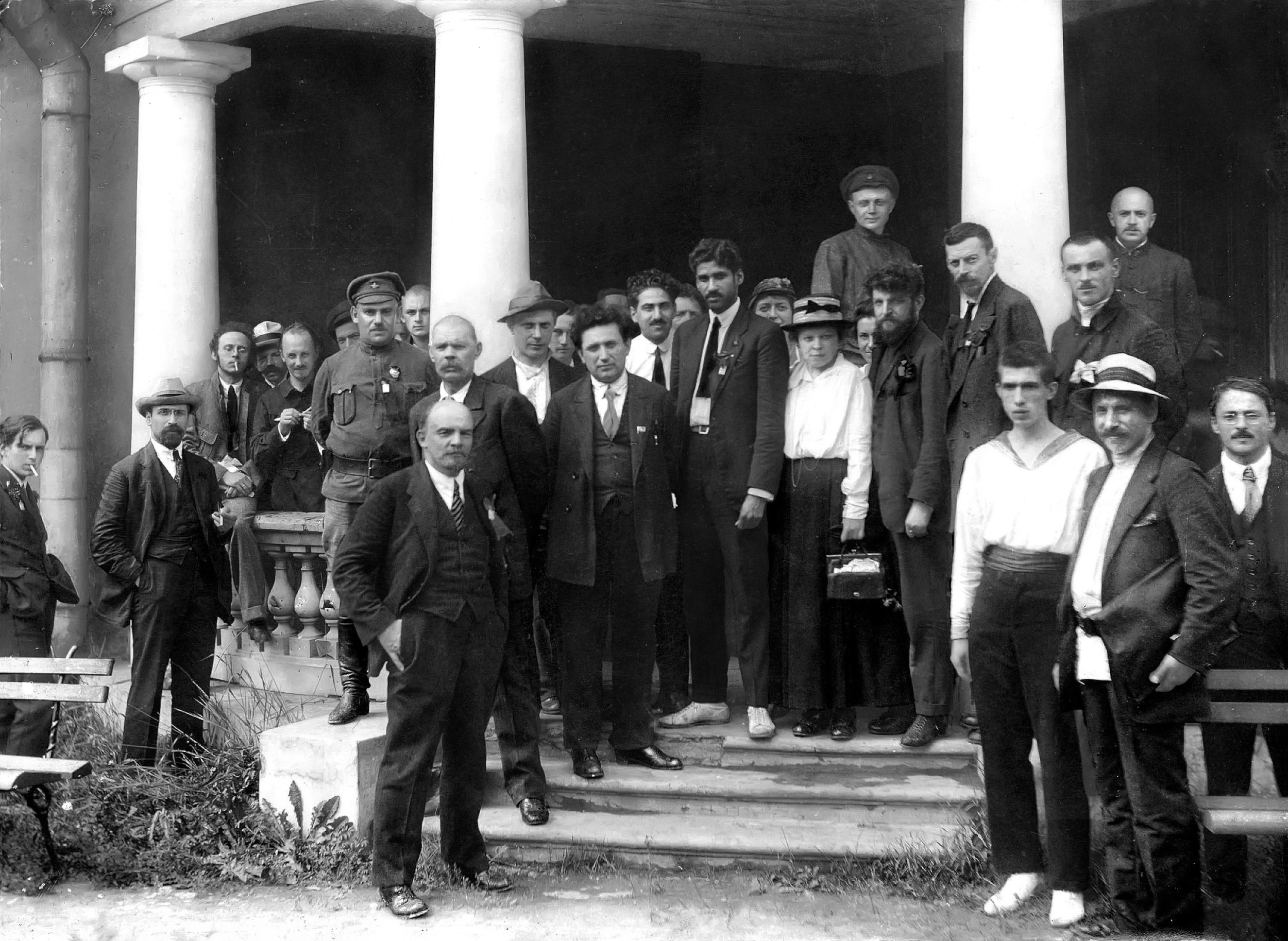
Lenin (ganz vorne links) und andere Delegierte des II. Weltkongresses der Komintern am 19. Juli 1920

Der II. Weltkongress der Komintern, vom 19. Juli bis 7. August 1920, legte die Organisationsstruktur der Vereinigung fest und zementierte insbesondere die dominierende Rolle der Bolschewiki, der späteren Kommunistischen Partei der Sowjetunion (KPdSU). Lenins Organisations- und Führungsprinzip, der sogenannte demokratische Zentralismus, wurde als verbindlich auf die Komintern übertragen. Im Ergebnis mussten die einzelnen kommunistischen Mitgliedsparteien ihre Eigenständigkeit aufgeben. Diese KP hatten sich in den folgenden Jahren ausschließlich als territoriale Gliederungen, als nationale Sektionen, der Komintern zu verstehen.
Als formal oberstes Organ der Komintern wurde der Weltkongress festgelegt, der jährlich zusammentreten sollte. In der Praxis geschah dies in den 24 Jahren, in denen die Komintern bestand, jedoch nur siebenmal, jeweils in Moskau. Die eigentliche Machtzentrale bildete stattdessen das in Moskau eingerichtete Exekutivkomitee der Kommunistischen Internationale (EKKI), welches von Mitgliedern der KPdSU dominiert wurde. Das EKKI, mit einem Präsidium an der Spitze, hatte als leitendes Organ zwischen den Weltkongressen das Recht, in die inneren Angelegenheiten jeder Mitgliedspartei einzugreifen.
Der Kongress beschloss Lenins 21 Leitsätze über die Bedingungen der Aufnahme in die Kommunistische Internationale, welche die Mitarbeit „zentristischer“ Parteien verhindern sollten. Gemeint waren damit diejenigen, die zwischen reformerischer und revolutionärer Politik schwankten. In der Folge spaltete sich beispielsweise die deutsche USPD, wobei nur der linksrevolutionäre Flügel Mitglied der Komintern wurde. Vergleichbares passierte innerhalb der italienischen und französischen Sozialisten. Im ersten Punkt der 21 Bedingungen wurde gefordert, „Die Reformisten aller Schattierungen systematisch und unbarmherzig zu brandmarken“. In Punkt zwei wird dann die planmäßige Entfernung aller „Reformisten und Zentrumsleute“ aus allen Organisationen angeordnet, die sich der Komintern anschließen wollen. „Die Kommunistische Internationale fordert unbedingt und ultimativ die Durchführung dieses Bruchs in kürzester Frist“. In den Bedingungen wird außerdem verlangt, Presse-, Parlaments- und Gewerkschaftsarbeit fest unter die Beschlüsse der Internationalen zu stellen. Alle Sektionen wurden verpflichtet, „einen parallelen Organisationsapparat zu schaffen, der im entscheidenden Moment der Partei behilflich sein wird, ihre Pflicht gegenüber der Revolution zu erfüllen“. Faktisch war dies die Forderung nach dem Aufbau einer Untergrundorganisation.

### III. und IV. Weltkongress 1921 und 1922 – Einheitsfront

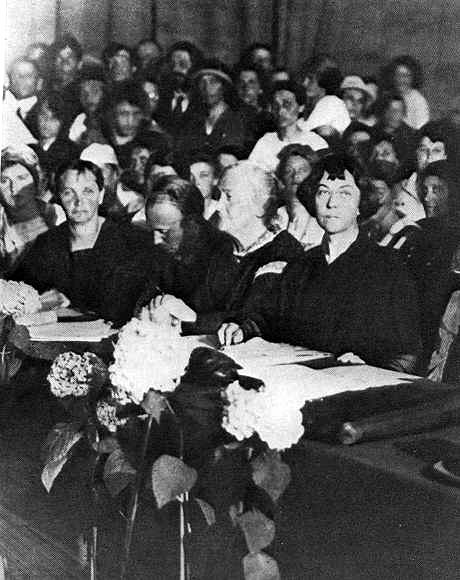
Delegierte beim III. Weltkongress der Komintern. Abgebildet in der vorderen Reihe u. a. zwei bedeutende Vertreterinnen der sozialistischen Frauenbewegung: rechts die russische Revolutionärin Alexandra Kollontai, neben ihr ca. Bildmitte, also vierte von links, die deutsche KPD-Delegierte Clara Zetkin.

Mit dem III. (22. Juni bis 12. Juli 1921) und dem IV. Weltkongress (5. November bis 5. Dezember 1922) wird eine Phase vergleichsweise gemäßigter Politik der Komintern verbunden. Dies geschah, nachdem sich die – auch im Zusammenhang des Ersten Weltkrieges aufgetauchten – internationalen revolutionären Strömungen nicht zu der erwarteten Weltrevolution verdichteten. Stattdessen ebbten diese im Weltmaßstab offensichtlich sogar ab. Die führenden Köpfe der Kommunistischen Partei Russlands, Lenin und Trotzki, waren daher gezwungen, ihre bisherige Strategie anzupassen. Als unmittelbare Folge suchten die in der Komintern organisierten KP unter der Losung der „Einheitsfront“ jetzt nach Bündnispartnern in anderen Parteien innerhalb der politischen Linken.
Im Anschluss an den III. Weltkongress hatte Lenin eine Einheitsfront-Taktik entwickelt, die sich das EKKI im Dezember 1921 zu eigen machte. Als Konsequenz fanden 1922 in Berlin Verhandlungen der Komintern mit Vertretern anderer Linksparteien statt. Auf dem IV. Weltkongress wurde diese Linie 1922 offiziell bestätigt. In der Folge entstanden 1923 zwar kurzzeitig Arbeiterregierungen der Sozialdemokraten und der KPD in den deutschen Ländern Sachsen und Thüringen, das Verhältnis der Komintern zu Sozialdemokraten und nichtrevolutionären Sozialisten blieb jedoch gespannt.
1922 organisierte die Komintern u. a. als Reaktion auf die Washingtoner Flottenkonferenz den Ersten Kongress der kommunistischen und revolutionären Organisationen des Fernen Ostens in Moskau, an dem rund 150 Delegierte v. a. aus Korea, Japan, China und der Mongolei teilnahmen.

### Umsturzaktionen der Komintern

#### Hamburger Aufstand 1923
Das erste große Komintern-Unternehmen war eine geplante Revolution in Deutschland, die von Karl Radek organisiert wurde. In der Nacht vom 22. zum 23. Oktober 1923 sollten mehrere Großstädte von kommunistischen Stoßtrupps übernommen werden, doch Radek gab in letzter Minute den Befehl, die Revolution um drei Monate zu verschieben. Diese Nachricht erreichte Ernst Thälmann in Hamburg nicht mehr rechtzeitig. Mitglieder der KPD griffen einige Polizeiwachen an. Der Aufstand wurde innerhalb von zwei Tagen niedergeschlagen (Hamburger Aufstand).

#### Putschversuch in Estland 1924
Nach dem Fiasko des Hamburger Aufstands sollte die Revolution zunächst in einem kleineren Land ausprobiert werden, wobei die Wahl auf Estland fiel. Am 1. Dezember 1924 griff eine kommunistische Einheit die strategischen Punkte in der Hauptstadt Tallinn an. Diese Angriffe wurden ebenfalls zurückgeschlagen.

#### Bombenanschlag in Sofia 1925
1925 sollte bei einer Trauerfeier in der alten Kathedrale in Sofia die bulgarische Zarenfamilie ermordet werden. Bei der Explosion kamen mehr als einhundert Menschen um, aber Zar Boris III. und die Minister entkamen unverletzt.

### V. Weltkongress 1924 – Stalin
Der V. Weltkongress, vom 17. Juni bis 8. Juli 1924, fand vor dem Hintergrund des Todes Lenins am 24. Januar desselben Jahres und des Machtkampfes um dessen Nachfolge statt. Hier setzte sich letztendlich Stalin innerhalb der Kommunistischen Partei der Sowjetunion und damit auch in der Komintern durch. Stalins Theorie vom Aufbau des Sozialismus in einem Land, die als Gegenentwurf zu Trotzkis Theorie der permanenten Revolution stand, führte in der Folgezeit dazu, dass sich die Komintern vom Ziel einer Weltrevolution verabschiedete. Stattdessen standen die Konsolidierung der Komintern und die Sicherung des politischen Systems der Sowjetunion im Mittelpunkt. Faktisch wurde die Komintern damit endgültig zum Anhängsel der KPdSU und zum Vehikel der sowjetischen Außenpolitik. Die nationalen KP, die Sektionen wurden völlig den Weisungen des Moskauer Exekutivkomitees (EKKI) unterworfen.
Der Kongress beschloss die Bolschewisierung der kommunistischen Parteien. Mit ihr sollte die sozialdemokratische Vergangenheit der KP, die in der gemeinsamen Arbeiterbewegung gründete, überwunden und durch die Ideologie des Marxismus-Leninismus ersetzt werden. Grigori Sinowjew, Vorsitzender des EKKI erklärte am 19. Juni vor dem Kongress in seinem Bericht über die Exekutive: „Die Überreste der Sozialdemokratie sind in unserem eigenen Lager größer als wir sie uns jemals vorgestellt haben“. Diese Bolschewisierung wurde auch von der Führung der KPD mitgetragen, wie hier in einer Rede Clara Zetkins auf dem V. Erweiterten Plenum des Exekutivkomitees der Kommunistischen Internationale am 30. März 1925:

„Genossen! Die vorliegenden Thesen zur Bolschewisierung begrüße ich aufrichtig. Genosse Sinowjew hat durchaus recht. Leider! Die objektive Weltlage ist nicht unmittelbar revolutionär in diesem Augenblick. […] Ich halte deshalb die Thesen zur Bolschewisierung der kommunistischen Parteien für eine absolute Notwendigkeit. […] ich bewerte sie sehr hoch als ein unentbehrliches Hilfsmittel, unsere kommunistischen Parteien zu wirklichen bolschewistischen Massenparteien zu machen, und es ist an der Zeit, daß dies geschieht. Ich sehe in den Thesen den festen Willen, in den kommunistischen Parteien alle ehrlich revolutionär gesinnten Elemente in reinlicher Scheidung von dem Opportunismus rechts und von dem phantastischen Putschismus, von dem revolutionären Romantismus auf der Linken zusammenzufassen, straff, fest, auf einer einheitlichen ideologischen und organisatorischen Grundlage. […]“

Im Rahmen von Fraktionskämpfen innerhalb der Komintern wurde in den kommenden Jahren von 1925 bis 1927 eine linke Opposition, die sich an Positionen Trotzkis und Sinowjews orientierte, ausgegrenzt. Linkskommunisten, die sich insbesondere gegen die Abhängigkeit der Komintern von den Positionen Stalins wandten, sammelten sich in teilweise neugegründeten Organisationen. In Deutschland gab es die Linken Kommunisten (KPD) aus der der Leninbund hervorging, oder die Linke Opposition (KPD), die später mit der Weddinger Opposition zur Vereinigten Linken Opposition (KPD) fusionierte, die wiederum mit dem Leninbund fusionierte und dann Linke Opposition der KPD (Bolschewiki-Leninisten) beziehungsweise Linke Opposition der KPD (Linke Opposition (KPD)) genannt wurde. Das sowjetische Vorbild der Abspaltung um Trotzki nannte sich Plattform der Linken Opposition (Bolschewiki-Leninisten) (Linke Opposition in der Sowjetunion) und international bezeichneten sich diese Fraktionen zunächst als Vereinigte Opposition (Komintern) und etwas später als Internationale Linke Opposition (Komintern).
Zunächst hatten Trotzki und die Linke Opposition die Auffassung, dass die nationalen Sektionen der Komintern zentristische und zu bürokratische Arbeiterparteien seien, so wurde auch der stalinisierten Komintern selbst monolithische Bürokratie vorgeworfen. In der Komintern wurden alle Ziele dem Führungsanspruch der KPdSU unter Stalin und dessen Konzept vom Aufbau des Sozialismus in einem Land untergeordnet. Mit der Niederlage der chinesischen Revolution, dem Sieg des Nationalsozialismus (Faschismus) in Deutschland änderten Trotzki, der im Zeitraum vor der Oktoberrevolution 1917 selber als Zentrist galt, und die Linke Opposition die Einschätzung über die Komintern und ihre nationalen Sektionen zu „nicht-reformierbaren, degenerierten Arbeiterparteien“. Oppositionelle Kommunisten wurden zum Austritt aus den Kommunistischen Parteien aufgerufen (sofern nicht bereits ausgeschlossen) und es wurde der Aufbau eigenständiger revolutionärer Parteien angestrebt. In Deutschland sind daraus die Internationalen Kommunisten Deutschlands (IKD) (international gab es zunächst die Internationale Kommunistische Liga (IKL)), ab 1938 IKD hervorgegangen. International wurde die Vierte Internationale gegründet. Die politische Ausrichtung dieser Organisationen war an den Theorien und Einschätzungen Trotzkis ausgerichtet und trägt deswegen die Fremdbezeichnung trotzkistisch.
Eine weitere kommunistische Strömung, die der „Rechtsabweichler“ entstand in etwa zeitgleich. Diese Richtung orientierte sich an dem Theoretiker Nikolai Iwanowitsch Bucharin (KPdSU) bzw. organisierte sich in Deutschland um August Thalheimer und Heinrich Brandler, die beide zunächst in der KPD waren, später aber die Kommunistische Partei-Opposition gründeten (international: Internationale Vereinigte Kommunistische Opposition (IVKO)), aus der nach 1945 die Gruppe Arbeiterpolitik hervorging. Diese Abspaltung blieb jedoch verhältnismäßig erfolglos und die Organisationen zerfielen.

### VI. Weltkongress 1928 – Sozialfaschismusthese
Der bereits 1924 eingeschlagene Weg der Stalinisierung der Komintern wurde auf dem VI. Weltkongress vom 17. Juli bis 1. September 1928 fortgeführt, ja verschärft. Die Komintern vollzog unter dem Einfluss Stalins und nach der Ausgrenzung Trotzkis und Sinowjews selbst eine Art von Linksschwenk, der sich in den Folgejahren für Deutschland als verhängnisvoll erwies: Der Kongress rückte völlig vom Modell der Einheitsfront der Linksparteien ab. Im Rahmen der Sozialfaschismusthese wurden stattdessen insbesondere die Sozialdemokraten zum Hauptfeind der kommunistischen Weltbewegung erklärt. Diese Politik der Komintern verhinderte nicht nur jede Zusammenarbeit der deutschen Sektion der KPD mit den Sozialdemokraten. Die KPD arbeitete aktiv an der Destabilisierung der von Sozialdemokraten gestellten Regierungen in Deutschland. Diese Gegensätze innerhalb der Linken gelten als unmittelbar mitverantwortlich für den Aufstieg des Faschismus und die Machtergreifung der Nationalsozialisten 1933.
Der Vorsitzende der KPD, Ernst Thälmann, behauptete in seiner Begrüßungsansprache vor dem Kongress, die „konterrevolutionäre Sozialdemokratie“ habe sich „vollkommen mit den Kriegoperationen der kapitalistischen Bourgeoisie gegen die Sowjetunion“ vereinigt und Hermann Müller, der amtierende sozialdemokratische Reichskanzler, beschäftige sich vor allem mit „Kriegsvorbereitungen gegen die Sowjetunion“. Thälmann forderte, alle sozialdemokratischen Regierungen in Europa „als sozialverräterisch“ zu bekämpfen und die „proletarischen Massen zum Sturz dieser Regierungen zu mobilisieren“.
Die ab 1929 einsetzende Weltwirtschaftskrise bewirkte eine Radikalisierung der Arbeiterschaft in vielen Industrienationen und damit auch neue Chancen für linksrevolutionäre, kommunistische Parteien. Die Sektionen der Komintern konnten davon aber nur bedingt profitieren. Die bedeutendste außerhalb der Sowjetunion, die Kommunistische Partei Deutschlands, wuchs von 1928 mit 130.000 Mitgliedern und 3,2 Millionen Wählern bis zum November 1932 auf 252.000 Mitglieder und sechs Millionen Wähler. Aufgrund der Sozialfaschismusthese der radikalen Komintern-Vertreter war die Partei jedoch zu einer Koalition mit den Sozialdemokraten unfähig. Auch nachdem zu Beginn der 1930er Jahre Unterorganisationen wie der Kampfbund gegen den Faschismus und der in sich uneinige Parteiselbstschutz aufgebaut wurden, verblieb die KPD politisch isoliert und stand noch vor der „Machtergreifung“ Hitlers dem wachsenden Faschismus in Deutschland letztlich machtlos gegenüber.
Im Jahr 1933 wurde in Deutschland im Zuge der nationalsozialistischen Machtergreifung zunächst die KPD zerschlagen und anschließend die SPD verboten. Zahlreiche Mitglieder beider Parteien wurden in die neueingerichteten Konzentrationslager der Nationalsozialisten verschleppt. Damit existierte die außerhalb der Sowjetunion stärkste Sektion der Komintern nur noch im Untergrund oder im Exil. Doch ein Abrücken von der bisherigen Sozialfaschismus-Strategie erfolgte zunächst nicht. Vom 28. November bis 12. Dezember tagte in Moskau das XIII. Plenum des EKKI. Sekretär Otto Kuusinen hielt das Hauptreferat:

„Unabhängig davon, ob faschistische Umwälzung oder die Gefahr imperialistischen Krieges droht, ob im betreffenden Lande bereits eine revolutionäre Situation zur Machtergreifung des Proletariats vorliegt – unter allen Umständen ist der Einfluß der Sozialfaschisten auf die Arbeitermassen jenes Hindernis, daß überwunden werden muß.“

In diesem Zusammenhang stellte der Nachfolger Thälmanns, EKKI-Präsidiumsmitglied Wilhelm Pieck, Ende 1933 fest: „Deutschland marschiert der proletarischen Revolution entgegen“. Als „Beweis“ führte Pieck an, die von der faschistischen Diktatur „unbesiegte Arbeiterklasse“ in Deutschland sammle sich wieder zum Angriff. Die Diktatur habe nur deshalb aufgerichtet werden können, weil durch die sozialdemokratische Politik die KPD „der Unterstützung der Mehrheit der Arbeiterklasse beraubt worden sei“.
Offenbar hielten führende Komintern-Funktionäre den Nationalsozialismus zunächst für eine kurze Episode der deutschen Politik und erwarteten ihr schnelles Ende. Im Laufe des Jahres 1934 festigte Hitler jedoch innenpolitisch seine Macht, beispielsweise durch die Ausschaltung der SA-Führung im sogenannten Röhm-Putsch. Außenpolitisch schlug er einen Kurs ein, den die Sowjetunion als Bedrohung empfinden musste, wie die Aufstockung der deutschen Rüstungsausgaben, die Einführung der Wehrpflicht und ein Flottenabkommen mit Großbritannien. Vor diesem Hintergrund änderte Stalin die Außenpolitik der Sowjetunion und in deren Folge die Aufstellung der Komintern. Angestrebt wurde nun ein Bündnis mit den demokratischen Westmächten gegen das nationalsozialistische Deutschland.

### VII. und letzter Weltkongress 1935 – Volksfront
Der VII. Weltkongress vom 25. Juli bis 20. August 1935 beendete offiziell die bisherige Linie der Komintern und verabschiedete sich von der Sozialfaschismusthese. Bereits im Juli 1934 hatte die französischen KP unter Maurice Thorez einen Aktionspakt mit den Sozialisten abgeschlossen. Nach diesem Vorbild und unter dem Begriff der „Volksfront“ wurde nun ein Bündnis der einzelnen nationalen KP mit Sozialisten, Sozialdemokraten und anderen antifaschistischen liberalen und bürgerlichen Kräften gesucht. Von den einzelnen Sektionen wurde die neue Linie begrüßt, da damit die selbst gewählte politische Isolation der letzten Jahre zunächst beendet war. Diese Volksfrontpolitik wird jedoch oft als eine Volksfrontstrategie bezeichnet, denn einen grundsätzlichen programmatischen Schwenk stellte sie nicht dar: Das Endziel, die Diktatur des Proletariats und die Errichtung des Sozialismus nach sowjetischem Vorbild, wurde nicht verändert.
Im Zuge der stalinistischen Säuberungen der 1930er Jahre gerieten zahlreiche Funktionäre der Komintern ins Visier des Diktators und wurden Opfer von Schauprozessen und Verfolgung, wie Sinowjew und Bucharin. Wolfgang Leonhard, der diese Phase in Moskau als Zeitzeuge erlebte, schreibt darüber in seiner in den 1950er Jahren veröffentlichten politischen Autobiographie:

„Die in der Sowjetunion lebenden ausländischen Kommunisten wurden ganz besonders davon betroffen. In wenigen Monaten wurden mehr Funktionäre des Kominternapparates verhaftet, als vorher in zwanzig Jahren von allen bürgerlichen Regierungen zusammengenommen. Allein die Aufzählung der Namen würde ganze Seiten füllen.“

Unter den Verfolgten waren viele KPD-Funktionäre, wie Mitglieder des KPD-Zentralkomitees, die geglaubt hatten, nach Hitlers Machtergreifung in der Sowjetunion ein sicheres Asyl gefunden zu haben. Darunter auch Hugo Eberlein, der auf dem Komintern-Gründungskongress 1919 anwesend gewesen war.
Der ebenfalls durch Stalin ausgegrenzte und verfolgte Trotzki und andere Kommunisten gründeten 1938 als oppositionelle Alternative zu der von Stalin dominierten Komintern die Vierte Internationale. Deren Sektionen kamen in den Folgejahren jedoch selten über den Status kleinster Kader- oder Splitterparteien hinaus.
Nachdem bereits seit 1933 in Berlin der Gesamtverband Deutscher antikommunistischer Vereinigungen als Teil der Propaganda des NS-Staates gegen die Sowjetunion und die Komintern bestanden hatte, kam es 1936 zu einem zwischen Deutschland und Japan geschlossenen Beistandsvertrag, dem Antikominternpakt. Darin vereinbarten die beiden Staaten die Bekämpfung der Komintern und versicherten sich gegenseitig, keine Verträge mit der Sowjetunion abzuschließen, die dem antikommunistischen Geist des Abkommens widersprechen würden. Dies hinderte Hitler aber nicht daran, im August 1939 mit Stalin den deutsch-sowjetischen Nichtangriffspakt abzuschließen, was wiederum das Ende der Volksfrontpolitik und faktisch auch das der Komintern bedeutete.
Der deutsch-sowjetische Nichtangriffsvertrag beinhaltete weitreichende Abmachungen über Interessensphären, die in den nächsten zwei Jahren von den beiden Mächten mit militärischen Mitteln auch umgesetzt wurden. Die Komintern-Sektionen befanden sich damit bald in der politisch selbstmörderischen Situation, beispielsweise die Annexion Ostpolens vertreten zu müssen. In der Folge des Paktes fiel die Sowjetunion im Oktober 1939, im sogenannten Winterkrieg, in Finnland ein, was insbesondere die skandinavischen KPen von der Bevölkerung ihrer Länder isolierte. Am 3. September 1939 hatten Frankreich und Großbritannien dem Deutschen Reich, nach dessen Überfall auf Polen, den Krieg erklärt. Der sowjetische Außenminister Molotow erklärte dazu am 31. Oktober, nicht Hitlerdeutschland, sondern England und Frankreich seien als Angreifer zu betrachten. Die geschwächte und dezimierte Komintern musste dazu am 6. November offiziell deklarieren, es handle sich auf beiden Seiten um einen imperialistischen Krieg und die Hauptschuld liege bei England und Frankreich.
Diese Phase, in der die Komintern den Hitlerfaschismus gewähren ließ, endete erst am 22. Juni 1941 mit dem Überfall Deutschlands auf die Sowjetunion. Während dieser beiden Jahre kehrten viele Kommunisten ihren Sektionen den Rücken und die Komintern verlor politische Glaubwürdigkeit und Bedeutung. Die Erfahrungen mit der verhängnisvollen Bindung der nationalen KP an die KPdSU und die Außenpolitik der Sowjetunion führte nach 1945 in vielen Staaten zu einer neuen Ausrichtung. Diese von sowjetischen Vorbildern unabhängigen Denkrichtungen innerhalb kommunistischer Parteien wurden seit den 1970er Jahren als Eurokommunismus bezeichnet.

### Auflösung 1943
Im Herbst 1941 war die Moskauer Zentrale des Kominternapparates als Reaktion auf den deutschen Vormarsch in die weiter östlich gelegene Stadt Ufa in Baschkirien evakuiert worden. Am 15. Mai 1943 fasste das Exekutivkomitee der Kommunistischen Internationale den Beschluss über die Auflösung der Komintern zum 10. Juni. Dessen Veröffentlichung kam selbst für Komintern-Funktionäre völlig überraschend. Nach dem Eingang zustimmender Reaktionen von 31 angeschlossenen Kommunistischen Parteien stellten die Komintern-Organe ihre Tätigkeit ein.
Es wird davon ausgegangen, dass der EKKI-Beschluss unmittelbar auf eine Entscheidung Stalins zurückgeht. Dieser erklärte in einem Interview mit der Agentur Reuters am 28. Mai 1943, dass mit der Auflösung vor aller Welt zwei Momente unterstrichen werden sollten: dass Moskau sich nicht „in das Leben anderer Staaten“ einmische und dass die kommunistischen Parteien „im Interesse ihres eigenen Volkes“ und nicht „auf Befehl von außen“ handelten. Allgemein gilt die Auflösung der Komintern als ein Zugeständnis Stalins an die westlichen Alliierten, die USA und Großbritannien, auf deren Unterstützung Stalin nach Hitlers Überfall auf die Sowjetunion angewiesen war. Einen politischen Einfluss hatte die Organisation zu diesem Zeitpunkt nicht mehr.

## Archiv und Onlinearchiv
Das Archiv der Kommunistischen Internationale ist (Stand 2007) im Russischen Staatsarchiv für sozio-politische Geschichte (RGASPI) untergebracht. 1992 wurde das Archiv geöffnet, also für Forscher zugänglich gemacht.
Die Kominternarchive umfassen etwa 55 Millionen Seiten. Das Verzeichnis der Archive ist digitalisiert; auch Teile des Komintern-Archives sind online zugänglich.